# Nanguneri
Nanguneri är en ort i Indien.   Den ligger i distriktet Tirunelveli Kattabo och delstaten Tamil Nadu, i den södra delen av landet, 2 200 km söder om huvudstaden New Delhi. Nanguneri ligger 97 meter över havet och antalet invånare är 6 969.
Terrängen runt Nanguneri är platt. Runt Nanguneri är det ganska tätbefolkat, med 230 invånare per kvadratkilometer. Närmaste större samhälle är Kalakkādu, 11,7 km väster om Nanguneri. Trakten runt Nanguneri består till största delen av jordbruksmark.